# Columbo: Selbstbildnis eines Mörders
Selbstbildnis eines Mörders (Originaltitel: Murder, a Self Portrait) ist eine erstmals auf ABC gesendete Episode der Kriminalfilm-Reihe Columbo aus dem Jahr 1989. Die deutschsprachige Erstausstrahlung der ersten Folge der neunten Staffel erfolgte im Jahr 1991 durch den Fernsehsender  RTL plus. Der belgische Schauspieler Patrick Bauchau verkörpert als exzentrischer Künstler Max Barsini den Gegenspieler von Inspektor Columbo, dargestellt von Peter Falk.

## Handlung
Der gefeierte Künstler Max Barsini lebt zusammen mit seiner momentanen Ehefrau Vanessa, seiner ersten Ehefrau Louise und seiner jüngeren Geliebten Julie in einem exklusiven Haus am Strand. Während der dominante Hausherr mit den Spannungen innerhalb der „glücklichen kleinen Familie“ keine Probleme hat, ist das Zusammenleben zwischen den drei Frauen von Eifersucht und Misstrauen geprägt. Insbesondere Vanessa und Julie, die dem Maler auch als Aktmodell dient, tragen wiederholt Konflikte aus. Im Gegensatz dazu möchte die äußerlich ausgeglichene Louise, die nach der Trennung in das Nachbarhaus gezogen ist, mit ihrem Psychologen und neuem Liebhaber Dr. Sydney Hammer ein neues Leben beginnen. Die beiden Männer geraten darüber aber in Streit.
Louise belastet ein traumatisches Ereignis aus der Vergangenheit, an dem ihr Ex-Mann beteiligt war. Aus Angst vor den Geheimnissen, die sie preisgeben könnte, plant Barsini ihre Ermordung. Um sich dafür ein Alibi zu verschaffen, sucht er den Besitzer von Vitos Bar auf, einer Kneipe in der Altstadt von Los Angeles. Früher, bevor er ein gefeierter und damit auch wohlhabender Künstler wurde, hatte er dort in der kleinen Dachgeschosswohnung mit Blick auf den Gastraum seinen Lebensunterhalt mit Louise bestritten. Er verspricht, angeblich aus alter Verbundenheit für seinen Freund und Vermieter Vito eine Ansicht der Bar zu malen, und fertigt dafür erste Skizzen an. Tatsächlich entsteht das Gemälde noch während der folgenden Nacht in seinem Atelier am Strand. Statt an seinem Werk zu arbeiten, verlässt er am nächsten Tag die Wohnung oberhalb der Bar über die Feuertreppe und fährt an den Strand. In einer Bucht befindet sich der „Geheimplatz“, an den sich Louise für einsame Stunden zum Schwimmen zurückzieht. Dort betäubt er sie mit einem Reinigungsmittel, bevor er ihren bewusstlosen Körper ins Meer schleppt, um einen Unfall vorzutäuschen. Anschließend kehrt er zur Bar zurück und präsentiert Vito das angeblich kürzlich fertiggestellte Bild.
Nachdem Louises Leiche angespült und aufgefunden wurde, bittet Inspektor Columbo den herbeigerufenen Barsini um die Identifikation der Ertrunkenen. Der Inspektor ist über den Umstand verwirrt, dass sie nur eine Kontaktlinse trägt, während die andere im Aufbewahrungsbehälter liegt. Im weiteren Verlauf der Untersuchung erweist sich Louise zudem als gute Schwimmerin. Columbo folgt Barsini zu dessen Strandhaus und wundert sich zunächst über die Anwesenheit der drei Frauen und ihren unkonventionellen Lebensstil. Später unterbreitet Barsini dem verblüfften Inspektor das Angebot, ihn zu porträtieren. Bei einem Gespräch mit Dr. Hammer erfährt Columbo, dass Louise unter Albträumen litt, die auf ihre gemeinsame Zeit mit Barsini verweisen. Daraufhin fährt er zur Bar und verschafft sich einen Eindruck von der Wohnung und den Möglichkeiten, diese unbemerkt zu verlassen.
Columbo erscheint in Barsinis Atelier und steht zum ersten Mal Modell für das versprochene Porträt. Währenddessen läuft ein Tonband mit den Aufzeichnungen von Louises Albträumen. Die verworrene Geschichte handelt von Barsini, der mit einem Beil auf ihren „französischen Onkel“ einschlägt. Der Inspektor erinnert sich an ein Foto an der Wand der Bar, das Barsinis ehemaligen Kunsthändler Harry Chudnow zeigt. Dieser trägt auf dem Bild ein Monokel, wodurch eine Assoziation mit den französischen Wörtern „mon oncle“ naheliegend erscheint. In zwei weiteren Sitzungen mit anderen Bändern, die Schilderungen über Fleischpakete, kaputte Taschenuhren und den Gebrauch einer Spitzhacke im Keller beinhalten, verdichten sich die Hinweise auf ein Verbrechen. Ein alter Zeitungsausschnitt führt Columbo zum Motiv: Chudnow wurde von Barsini wegen der Unterschlagung von Erlösen aus den Kunstverkäufen verklagt und verschwand danach spurlos. Die Leiche des ermordeten Chudnow müsse im Keller der Bar begraben liegen. Louise war damals Zeugin des Verbrechens und begab sich deswegen in psychologische Behandlung.
Zwischenzeitlich haben sich Vanessa und Julie versöhnt. Beide erkennen, dass sie mit Barsini niemals glücklich werden können, und verlassen ihn. Columbo überführt Barsini schließlich mithilfe von rötlichen Proben, die er vom Gesicht der Toten entnommen hat. Dabei handelt es sich um eine spezielle Farbmischung, die der Künstler für seine Bilder verwendet. Dieses sogenannte Barsini-Rot befindet sich auch auf dem Reinigungstuch, das der Mörder zur Betäubung seiner Ex-Frau am Strand benutzt hatte – ebenso wie Spuren ihres Lippenstiftes. Barsini musste demnach am Strand gewesen sein, kurz bevor Louise umgebracht wurde. Darüber hinaus befanden sich am Boden vor der Staffelei in der Bar keine Farbkleckse, obwohl Barsini für seinen schwungvollen Malstil bekannt ist. Das Bild kann also nicht dort entstanden sein.

## Hintergrund
Die Dreharbeiten fanden im Mai 1989 mit Verspätung statt, sodass der Fernsehfilm nicht – wie ursprünglich vorgesehen – als fünfte und letzte Episode der achten Staffel, sondern zu Beginn der neunten Staffel ausgestrahlt wurde. Die Figur des Gegenspielers von Columbo entstand in Anlehnung an den spanischen Künstler Pablo Picasso. Während sich die avantgardistischen Elemente seiner Werke in den Traumsequenzen des Mordopfers widerspiegeln und dem Inspektor entscheidende Hinweise für die Aufklärung der Tat liefern, finden die familiären Krisen des Malers eine Entsprechung in der Rivalität zwischen den an der Handlung beteiligten Frauen. Peter Falk zeigte sich vom stilvollen Ambiente der Folge begeistert, weil er Anfang der 1970er-Jahre in seiner freien Zeit während der Inszenierung des Broadway-Stückes The Prisoner of Second Avenue selbst mit dem Zeichnen begonnen hatte.
Eine der drei weiblichen Rollen besetzte Falk erneut mit seiner Ehefrau Shera Danese, die ihren dritten Auftritt in einer Folge der Fernsehreihe hatte. In der Hoffnung, eines Tages die Mörderin spielen zu können, bemerkte sie ironisch: “My first time on the show I was a secretary. The second time I was the killer’s secretary. This time I’m the killer’s wife.” (deutsch: „Als ich zum ersten Mal in der Sendung war, spielte ich eine Sekretärin. Beim zweiten Mal war ich die Assistentin des Mörders. Diesmal bin ich die Frau des Mörders.“)
Nach Aussage seines Sohnes David war Richard Alan Simmons als Executive Producer von beruflichem Ehrgeiz getrieben. Er sei zeitweise nicht mehr in der Lage gewesen, seine Arbeitssucht zu kontrollieren, und litt unter schwerwiegenden gesundheitlichen Problemen. Universal Television beendete daraufhin die Zusammenarbeit mit ihm sowie Stanley Kallis und Philip Saltzman, zwei weiteren an den zurückliegenden Produktionen beteiligten Kollegen, und stellte für die nächste Staffel ein neues Team zusammen.

## Besetzung und Synchronisation
Die deutschsprachige Synchronfassung entstand im Jahr 1991 bei der Alster Studios Synchron.
| Figur                | Darsteller        | Deutscher Sprecher |
| -------------------- | ----------------- | ------------------ |
| Lieutenant Columbo   | Peter Falk        | Klaus Schwarzkopf  |
| Gaststars            |                   |                    |
| Max Barsini          | Patrick Bauchau   | Gerhard Garbers    |
| Louise               | Fionnula Flanagan | Katrin Miclette    |
| Vanessa Barsini      | Shera Danese      | Antje Roosch       |
| Julie                | Isabel Lorca      | Marion von Stengel |
| Vito                 | Vito Scotti       | Franz Rudnick      |
| Dr. Sydney Hammer    | George Coe        | Manfred Steffen    |
| Weitere Darsteller   |                   |                    |
| Ralph                | David Byrd        |                    |
| Kunde                | Don Bovingloh     |                    |
| Sektionsassistent    | Lenny Hicks       |                    |
| Rettungsschwimmer    | Danny Hassel      |                    |
| Nächtlicher Besucher | Roger Etienne     |                    |

## Rezeption
Die Fernsehzeitschrift TV Spielfilm vergab eine positive Wertung (Daumen hoch): „Malen nach Zahlen? Kombinieren mit Grips!“
Der Autor Michael Striss wertete mit einem von vier Sternen (mangelhaft). Er bemängelte das in Teilen weitschweifige und konstruierte Skript, sah aber auch gute Ansätze in gestalterischer Hinsicht: „Diese Episode verbreitet nichts als Langeweile. In der Hauptsache wird der Zuschauer Zeuge der zwar obskuren, im Grunde aber belanglosen Familienverhältnisse der Barsinis. Das vermag nicht zu fesseln. Barsini […] ist ein Kerl ohne Format und in seiner ganzen Erscheinung nur unsinnig. An den Haaren herbeigezogen sind auch die Vermutungen und Assoziationen, die Columbo aufgrund der Tonbandaufzeichnungen kommen. […] Zu den wenigen Lichtblicken zählt neben dem Hundewettbewerb auch das Gespräch Columbos mit dem Psychiater, in dem die Rollen vertauscht sind: Der Arzt liegt auf seiner Couch und erzählt, der Inspektor sitzt daneben und macht sich Notizen. […] Taugt das ganze Skript auch nichts, so zeigt die Machart der Episode dafür mehr als üblich künstlerische Ambitionen. So erinnern die Traumsequenzen stark an den deutschen Filmexpressionismus. Auch die Schnitttechnik wird in den sich ständig abwechselnden Dialogszenen Columbos mit Vanessa und Julie virtuos gehandhabt. Doch diese guten Anteile können nicht über die offenkundigen Mängel hinwegtäuschen. Mit Wehmut erinnert man sich der Zeiten, in denen Mörder noch Carsini statt Barsini hießen.“